# Russische Fascistische Organisatie

Logo van de RFO

Russische Fascistische Organisatie (RFO; Russisch Всероссийская фашистская организация (ВФО)) was een Russische politieke emigrantenbeweging die actief was in Mantsjoerije in de periode voor de Tweede Wereldoorlog.
De RFO werd opgericht in 1925 door leden van de rechtenfaculteit aan de Universiteit van Harbin en stond onder leiding van prof. Nikolaj Nikiforov die voor inspiratie voornamelijk keek naar het Italiaanse fascisme, dat hij aanpaste naar zijn denkbeelden over hoe het Russische fascisme eruit zou moeten zien. In 1927 publiceerde hij deze ideeën in zijn pamflet 'Theses van het Russische Fascisme'. De RFO smokkelde dit pamflet en andere propaganda naar de Sovjet-Unie, maar toen China hierachter kwam werd het de groep meteen verboden nog materiaal uit te brengen. In 1931 ging de RFO op in de nieuw gevormde Russische Fascistische Partij (RFP) dat onder leiding stond van Konstantin Rodzajevski.
De All-Russian Fascist Organization (VFO), opgericht door Anastassi Wonsjazki op 13 mei 1933 in Putnam, Connecticut, bleef tot 1942 bestaan als een onafhankelijke suborganisatie van de RFO.
In 1934 probeerde de Russische Fascistische Partij in Yokohama de Al-Russische Fascistische Organisatie over te halen zich aan te sluiten bij de Al-Russische Fascistische Partij (VFP), opgericht door Russische ballingen, waartoe uiteindelijk besloten werd op 26 april 1934 in Harbin. De formele fusie was bijzonder problematisch voor Wonsjazki. Hij was een tegenstander van antisemitisme en steunde, naar Italiaans model, de monarchie en ook de Kozakken, die door de RFP als vijanden werden beschouwd.
Tussen 1940 en 1941 was er een sterkere samenwerking tussen de Wonsjazki en Rodsajewski. Met de arrestatie van Anastassi Wonsjazki door de FBI en de toetreding tot de oorlog in 1942 hield de VFO op te bestaan.